# 王顯明
王顯明（1941年6月25日—1997年7月22日），台灣政治人物，曾擔任彰化縣議員，後代表中國國民黨當選為第六、七、八屆台灣省議員，及第二、三屆立法委員。